# Kamil Rajnert
Kamil Rajnert (ur. 29 listopada 1976 w Trzebiatowie) – polski jeździec, olimpijczyk z Aten 2004.
Jeździec specjalizujący się w WKKW.
Wielokrotny medalista mistrzostw Polski:
- złoty w roku 2002 (na koniu Bartang)
- srebrny w roku 2004 (na koniu Bartang), 2007 (na koniu Introversa della Roane)[1]
- brązowy w roku 2000, 2001 (na koniu Rubid), 2005[2]

Medalista mistrzostw Polski Młodych Koni w:
- 2002 (konie 6 letnie) srebrny medal na koniu Bartang
- 2005 (konie 4 letnie) srebrny medal na koniu Eternal
- 2006 (konie 5 letnie) złoty medal na koniu Eternal
- 2009 (konie 4 letnie hodowli polskiej) srebrny medal na koniu Jak Chef
- 2010 (konie 5 letnie) złoty medal na koniu Definicja
- 2010 (konie 6 letnie) brązowy medal na koniu Sex

Na XXVIII Letnich Igrzyskach Olimpijskich rozgrywanych w Atenach w 2004 roku wystartował w Wszechstronnym Konkursie Konia Wierzchowego - indywidualnie zajmując 39 miejsce (najwyższe z Polaków), natomiast w konkursie drużynowym (wspólnie z Andrzejem Paskiem  i  Pawłem Spisakiem - który wpadł nieszczęśliwie do wodnej przeszkody) Polska zajęła 14 miejsce. W Atenach Kamil Rajnert jeździł na 9-letnim wałachu - Marengo.